# European Women's Hockey League 2021-2022
L'European Women's Hockey League 2021-2022 è la diciottesima edizione di questo torneo per squadre femminili di club.

## Formula e squadre partecipanti
La stagione regolare del torneo si svolge tra il mese di settembre del 2021 ed il marzo del 2022; nel mese successivo si disputerà la final four. Rispetto alla stagione precedente le squadre sono salite a undici: alle nove squadre del 2020-2021 si sono aggiunte le austriache del Neuberg Highlanders (la cui ultima partecipazione risaliva alla stagione 2018-2019) e una terza squadra di Budapest, le Budapest JA.
Non cambia nella sostanza la formula della prima fase. Ognuna delle undici squadre affronterà le altre per due volte (una in casa ed una in trasferta) nella regular season. Per una vittoria nei tempi regolamentari, la vincente avrebbe ricevuto tre punti; in caso di pareggio si giocava un tempo supplementare, eventualmente seguito, in caso di ulteriore parità, dai tiri di rigore: in questo caso, alla compagine vincitrice sarebbero andati due punti ed uno alla sconfitta.
Cambia invece la disputa dei play-off, con le prime otto qualificate che disputeranno i quarti di finale con gare di andata e ritorno. Le quattro squadre vincitrici si giocheranno il titolo nella final four a eliminazione diretta.

## Regular Season
| Pos. | Squadra                      | Paese      | PG | V  | VOT | POT | P  | Reti   | Pt. |
| 1.   | KMH Budapest                 | Ungheria   | 20 | 19 | 0   | 0   | 1  | 122:26 | 57  |
| 2.   | MAC Budapest F.              | Ungheria   | 20 | 16 | 1   | 0   | 3  | 95:46  | 50  |
| 3.   | Aisulu Almaty                | Kazakistan | 20 | 14 | 1   | 0   | 5  | 72:36  | 44  |
| 4.   | Vienna Sabres                | Austria    | 20 | 13 | 1   | 1   | 5  | 71:29  | 42  |
| 5.   | SKP Bratislava               | Slovacchia | 19 | 12 | 0   | 1   | 6  | 61:44  | 37  |
| 6.   | Silesian Metropolis Katowice | Polonia    | 20 | 9  | 1   | 0   | 10 | 49:61  | 29  |
| 7.   | KEHV Lakers Kärnten          | Austria    | 20 | 5  | 2   | 1   | 12 | 30:77  | 20  |
| 8.   | Neuberg Highlanders          | Austria    | 20 | 5  | 0   | 3   | 12 | 47:83  | 18  |
| 9.   | EV Bozen Eagles              | Italia     | 20 | 2  | 3   | 1   | 14 | 30:63  | 13  |
| 10.  | Salisburgo Eagles            | Austria    | 20 | 1  | 3   | 1   | 15 | 27:87  | 10  |
| 11.  | Budapest JA                  | Ungheria   | 19 | 1  | 0   | 4   | 14 | 16:68  | 7   |

Nove gare sono state assegnate a tavolino. La gara tra Bratislava e Budapest JA prevista per il 20 marzo, ininfluente ai fini della classifica, è stata definitivamente cancellata.

## Play-off
|  | Quarti di finale             | Quarti di finale             | Quarti di finale | Quarti di finale |   |              | Semifinali   | Semifinali   | Semifinali |               |                 | Finale          | Finale          | Finale |  |
|  |                              |                              |                  |                  |   |              |              |              |            |               |                 |                 |                 |        |  |
|  | KMH Budapest                 | KMH Budapest                 | 10               | 5                |   |              |              |              |            |               |                 |                 |                 |        |  |
|  | KMH Budapest                 | KMH Budapest                 | 10               | 5                |   |              |              |              |            |               |                 |                 |                 |        |  |
|  | KEHV Lakers                  | KEHV Lakers                  | 1                | 2                |   |              |              |              |            |               |                 |                 |                 |        |  |
|  | KEHV Lakers                  | KEHV Lakers                  | 1                | 2                |   | KMH Budapest | KMH Budapest | 4            |            |               |                 |                 |                 |        |  |
|  |                              |                              |                  |                  |   | KMH Budapest | KMH Budapest | 4            |            |               |                 |                 |                 |        |  |
|  |                              |                              | Vienna Sabres    | Vienna Sabres    | 0 |              |              |              |            |               |                 |                 |                 |        |  |
|  | Vienna Sabres                | Vienna Sabres                | Vienna Sabres    | Vienna Sabres    | 0 | 3            | 3            |              |            |               |                 |                 |                 |        |  |
|  | Vienna Sabres                | Vienna Sabres                |                  |                  |   |              |              |              |            |               |                 |                 |                 |        |  |
|  | SKP Bratislava               | SKP Bratislava               | 0                | 2                |   |              |              |              |            |               |                 |                 |                 |        |  |
|  | SKP Bratislava               | SKP Bratislava               | 0                | 2                |   | KMH Budapest | KMH Budapest | 4            |            |               |                 |                 |                 |        |  |
|  |                              |                              |                  |                  |   |              |              |              |            |               |                 |                 |                 |        |  |
|  |                              |                              | Aisulu Almaty    | Aisulu Almaty    | 2 |              |              |              |            |               |                 |                 |                 |        |  |
|  | MAC Budapest                 | MAC Budapest                 | Aisulu Almaty    | Aisulu Almaty    | 2 | 5            | 7            |              |            |               |                 |                 |                 |        |  |
|  | MAC Budapest                 | MAC Budapest                 |                  |                  |   | 5            | 7            |              |            |               |                 |                 |                 |        |  |
|  | Neuberg Highlanders          | Neuberg Highlanders          | 0                | 0                |   |              |              |              |            |               |                 |                 |                 |        |  |
|  | Neuberg Highlanders          | Neuberg Highlanders          | 0                | 0                |   | MAC Budapest | MAC Budapest | 3            |            |               | Finale 3º posto | Finale 3º posto | Finale 3º posto |        |  |
|  |                              |                              |                  |                  |   | MAC Budapest | MAC Budapest | 3            |            |               |                 |                 |                 |        |  |
|  |                              |                              | Aisulu Almaty    | Aisulu Almaty    | 4 |              |              |              |            |               |                 |                 |                 |        |  |
|  | Aisulu Almaty                | Aisulu Almaty                | Aisulu Almaty    | Aisulu Almaty    | 4 | 3            | 2            |              |            | Vienna Sabres | Vienna Sabres   | 5               |                 |        |  |
|  | Aisulu Almaty                | Aisulu Almaty                |                  |                  |   |              |              |              |            | Vienna Sabres | Vienna Sabres   | 5               |                 |        |  |
|  | Silesian Metropolis Katowice | Silesian Metropolis Katowice | 2                | 1                |   |              | MAC Budapest | MAC Budapest | 1          |               |                 |                 |                 |        |  |

Il KMH Budapest si conferma campione della EWHL per la quarta volta consecutiva.